# (3892) Dezső
(3892) Dezső ist ein Asteroid des Hauptgürtels, der am 19. April 1941 von der finnischen Astronomin Liisi Oterma in Turku entdeckt wurde.
Der Asteroid ist nach dem ungarischen Astronomen Lóránt Dezső benannt.